# The Bitter Truth
The Bitter Truth je páté studiové album americké rockové kapely Evanescence. Po zpoždění způsobeném pandemií bylo vydáno 26. března 2021 prostřednictvím BMG Rights Management. Album produkoval Nick Raskulinecz. Jedná se především o alternativní metalové album, které navazuje na orchestrálně-elektronické album Synthesis z roku 2017. 

## Pozadí alba
Zpěvačka Amy Lee poprvé zmínila nové studiové album kapely v červenci 2018. V rozhovoru pro detroitskou rozhlasovou stanici WRIF potvrdila, že kapela plánuje po skončení turné k albu Synthesis pracovat na novém albu.
Ačkoli původně plánovali spolupracovat na albu s několika producenty, plány kapely se kvůli pandemii Covidu-19 změnily. Nick Raskulinecz se tak stal jediným producentem alba The Bitter Truth. V srpnu se členové kapely žijící v USA vrátili do studia, aby dokončili psaní a nahrávání alba. Německá kytaristka Jen Majura musela pracovat na dálku. V září bylo album téměř hotové. Nahrávání bylo dokončeno v listopadu.
Album bylo oznámeno v dubnu 2020 a původně mělo být vydáno na konci roku 2020. Pandemie však dokončení alba zpozdila a nakonec posunula jeho vydání na březen 2021.
Album je složeno z alternativního metalu, gothického metalu, heavy metalu a hard rocku.

## Seznam skladeb
| Pořadí         | Název               | Délka |
| -------------- | ------------------- | ----- |
| 1.             | Artifact/The Turn   | 2:26  |
| 2.             | Broken Pieces Shine | 3:50  |
| 3.             | The Game Is Over    | 4:22  |
| 4.             | Yeah Right          | 3:29  |
| 5.             | Feeding the Dark    | 4:14  |
| 6.             | Wasted on You       | 4:24  |
| 7.             | Better Without You  | 4:05  |
| 8.             | Use My Voice        | 4:01  |
| 9.             | Take Cover          | 3:14  |
| 10.            | Far from Heaven     | 4:57  |
| 11.            | Part of Me          | 3:59  |
| 12.            | Blind Belief        | 4:13  |
| Celková délka: | Celková délka:      | 47:19 |

## Obsazení

### Evanescence
- Amy Lee – zpěv, klavír, klávesy, programování
- Troy McLawhorn – kytara
- Jen Majura – kytara, doprovodné vokály
- Tim McCord – basová kytara
- Will Hunt – bicí

#### Ostatní hudebníci
- David Campbell – uspořádání řetězců
- Alan Umstead – koncertní mistr
- Nashville Music Scoring – orchestr
- Lzzy Hale – doprovodné vokály (8)
- Taylor Momsen – doprovodné vokály (8)
- Deena Jakoub – doprovodné vokály (8)
- Lindsey Stirling – doprovodné vokály (8)
- Sharon den Adel – doprovodné vokály (8)
- Lori Lee – doprovodné vokály (8)
- Carrie Lee – doprovodné vokály (8)
- Amy McLawhorn – doprovodné vokály (8)

## Ohlasy
The Bitter Truth bylo kritiky přijato obecně pozitivně. Dosáhlo 11. místa v americké hitparádě Billboard 200, první pětky v hitparádách Billboard Independent, Alternative, Hard Rock a Rock Albums a první desítky v několika mezinárodních hitparádách alb.